# Tremotylium angolense
Tremotylium angolense är en lavart som beskrevs av Nyl. 1865. Tremotylium angolense ingår i släktet Tremotylium och familjen Thelotremataceae.   Inga underarter finns listade i Catalogue of Life.